# Амьен 1885 (шашечный турнир)

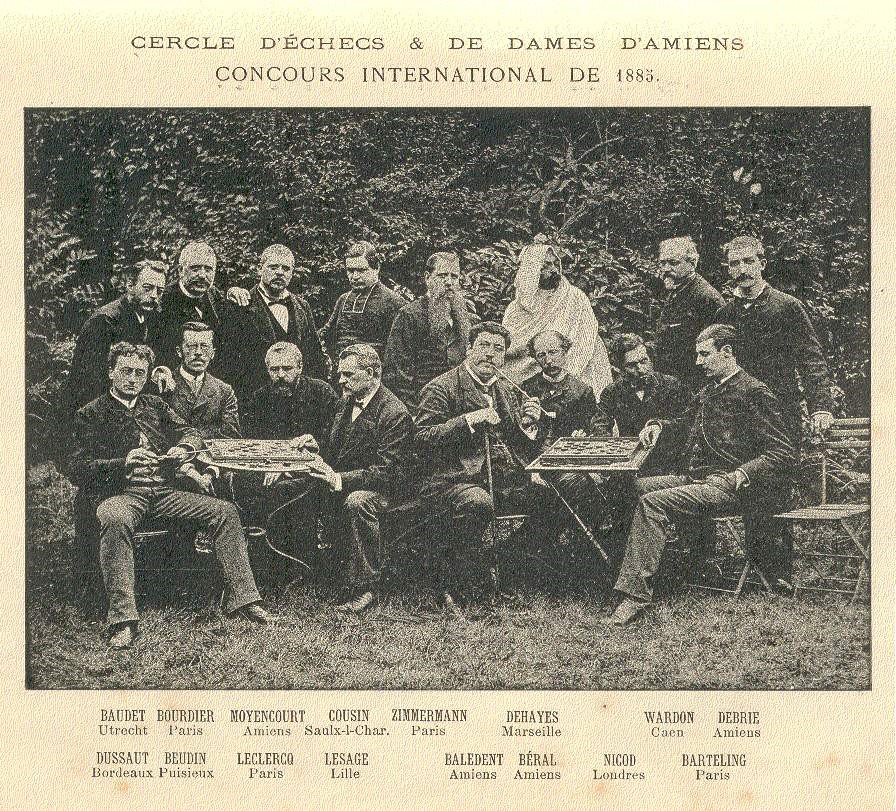
Фотография участников турнира

Амьен 1885 — первый в истории международный турнир по шашкам на стоклеточной доске. Был проведён с 4 по 16 августа 1885 года в городе Амьене (Франция). Организаторами турнира выступила группа шашистов города, возглавляемая известным шашечным энциклопедистом Жоржем Баледеном. В турнире приняли участие 16 игроков, из которых 14 были лучшими шашистами Франции того времени. По одному участнику представляли Голландию (Герман Боде) и Англию (Виктор Дезире Никод). Играли в два круга. Специальный приз победителю учредил от своего имени президент Франции Жюль Греви. По регламенту на первые 50 ходов давался один час, а на каждые последующие 10 ходов — по 15 минут. В день игралось по шесть партий. Победителем турнира стал Анатоль Дюссо, представлявший город Бордо (Франция). Второе место занял Анри Лесаж из Лилля (Франция). Третьим призёром стал Баледен. В целом первые восемь мест заняли представители Франции. Турнир сыграл большую роль в популяризации шашек. Специальные призы за красоту получили Циммерман за партию с Моенкуртом и Дешайо за партию с Никодом. Иногда международный турнир 1885 года в Амьене называют первым неофициальным чемпионатом мира по международным шашкам, а Дюссо, соответственно, первым неофициальным чемпионом мира.

## Итоги турнира
Первое место — Анатоль Дюссо (23 очка)
Второе место — Анри Лесаж (22 очка)
Третье место — Жорж Баледен (20½ очков)
Четвёртое место — Луи Бартелинг (20 очков)
Пятое место — Эжен Леклерк (19 очков))
Шестое место — А. Моенкурт (18 очков)
Седьмое место — Гастон Буден (17 очков)
Восьмое место - Циммерман (16 очков)
Девятое место - Герман Боде (15 очков)
Десятое место - Жозеф Вардон (13 очков)
Одиннадцатое место - Дешайо (12 очков)
Двенадцатое место - О. Bourdier (11 очков)
Тринадцатое место - Cousin (10 очков)
Четырнадцатое место - Виктор Дезире Никод (9 очков)
15-16. Б. Бераль, Д. Дебри (по 3 очка)